# Titán Sim-Biónico
Sym-Bionic Titan (en Hispanoamérica Titán Sim-Biónico) es una serie estadounidense de 2010 creada por Genndy Tartakovsky, Bryan Andrews y Paul Rudish para Cartoon Network. La serie está enfocada en el trío conformado por una princesa extraterrestre, un soldado rebelde y un robot, quienes se combinan para formar al Titán Sim-Biónico.
Una previa de la serie fue mostrada por primera vez en 2009 en la Convención Internacional de Cómics de San Diego, y más detalles fueron revelados por Cartoon Network en 2010. El estreno de la serie en Estados Unidos fue el 17 de septiembre del 2010. En Latinoamérica se estrenó el 16 de noviembre de 2010.
Cartoon Network ordenó inicialmente 20 episodios, aunque Tartakovsky esperaba expandirla, pero la serie fue cancelada por razones financieras. La serie se estrenó posteriormente en Netflix en 2019, pero fue retirada del servicio en diciembre de 2020.
En noviembre de 2024, Adult Swim ha emitido repiticiones para la versión hispanohablante.

## Argumento
Catalogado como un «excitante híbrido de drama juvenil y batallas con robots», Titán Sim-Biónico muestra las aventuras de tres seres del lejano planeta Galaluna, que tras verse obligados a abandonarlo, se estrellaron con su nave en la Tierra intentando escapar de su mundo colapsado por la guerra que los invadió sorpresivamente. La serie sigue la vida de Ilana, Lance y Octus, dos extraterrestres y un robot con forma humanoide, que no demuestra ser una máquina ni un ser vivo en totalidad, quienes llegan a la Tierra, la cual es un planeta muy parecido a Galaluna en su atmósfera y flora. Mientras escapaban, un malvado general que traicionó al rey se apodera de su planeta natal con la ayuda de monstruosas criaturas llamadas mutraddi, esto más que una invasión, fue un golpe de Estado con motivos de cobrara venganza de parte del general supuestamente «abandonado en el pasado».
Los tres personajes principales, Ilana, princesa de la familia real; Lance, un rebelde pero hábil soldado; y Octus, un robot bio-cibernético, al encontrarse fuera de su planeta de origen, deben acostumbrarse a su nueva vida en Sherman, Illinois. Actuando como estudiantes de secundaria, Lance y Octus trabajan para proteger a Ilana del General Modula y sus horrorosos monstruos que han sido enviados para matarlos.

## Personajes
- Princesa Ilana (voz por Tara Strong): es la única heredera al trono del destrozado planeta Galaluna. Ella lucha para poder encajar como una adolescente normal de la Tierra. Ilana es descrita como inteligente compasiva y sociable. Su actitud puede a veces no encajar con la de los otros adolescentes. Cuando se encuentra en peligro, activa su armadura «Corus», el cual es un rápido, ligero y fuertemente armado robot, que tiene armas tipo láser, repulsores e incluso un campo de fuerza. Ilana y Corus representan el corazón del Titán, además de estar provistos de atributos defensivos, tales como la habilidad de formar un campo de fuerza alrededor del perímetro del robot. Ilana también tiene la habilidad de activar un escudo similar al de un caballero.

- Lance (voz por Kevin Thoms): es el coprotagonista masculino y un miembro de la Guardia Real de Galaluna que fue enviado por el Rey de Galaluna para proteger a Ilana. Su actitud, su apariencia de chico malo y sus habilidades en la artes marciales despiertan instantáneamente la admiración de cada chica en la escuela. La falta de Lance entendimiento hacia las costumbres y normas de la Tierra, combinadas con la vida de militar en Galaluna, provocan que sea sobreprotector con Ilana. Esto lo lleva a que considere casi cualquier cosa una amenaza, desde el llanto de los niños hasta el ladrido de los perros en la calle. Lance es uno de los soldados más capaces de Galaluna, pero no es ascendido más allá de cabo debido a sus decisiones en el campo de batalla, su actitud de lobo solitario y su falta de respeto hacia la autoridad. También tiene problemas haciendo amigos. Su armadura «Manus» es un poderoso gigante, y aunque menos que el propio Titán, es capaz también de materializar armas de corto alcance y de usar pistolas y explosivos de largo alcance. Él y Manus representan el cuerpo del Titán, y proveen de aspecto ofensivo al robot gigante. En episodios previos, se muestra a Lance con una niñez bastante problemática, causada principalmente por la muerte de su padre. Lance aún continuó pensando que su padre seguía con vida, ya que no se encontró su cuerpo, pero después de un mal año en la Academia, terminó aceptando su deceso. Según el capítulo El rugido del dragon blanco mide 1,83 m (6′ 0″) y pesa 152 libras (69 kg).

- Octus (voz por Brian Posehn). Un robot biocibernético con un cuerpo de apariencia sintética, que fue enviado con Lance para proteger a Ilana. Cuando él va a la secundaria de Sherman, cambia su apariencia, por medio de un holograma, a la de un estudiante conocido como «Newton» (debido a Sir Isaac Newton), el cual tiene una apariencia bastante cuadrada, con una actitud bastante similar a la de un chico nerd. Cuando está en casa con Ilana y Lance, a veces cambia su apariencia holográficamente a la de un hombre de edad adulta (sin mencionar que sigue con la apariencia cuadrada), aparentando ser el padre de Ilana y Lance. Durante la serie, Octus desarrolla una relación sentimental con Kimmy, una de sus compañeras de clase.

## Reparto
- Princesa Ilana: Elsa Covián
- Lance: Daniel Lacy
- Octus / Newton / Sherman: Sergio Gutiérrez Coto
- General Módula: Miguel Ángel Ghigliazza
- Solomon: Mario Castañeda
- General Julius Steel: Carlos Segundo Bravo
- Rey: Arturo Casanova
- Barb: Magda Giner

Voces adicionales:
- Carlos Hugo Hidalgo
- Pedro D'Aguillón Jr.
- José Luis Orozco
- Benjamín Rivera
- Martín Soto
- Rossy Aguirre
- Christine Byrd
- Patricia Acevedo

## Episodios
| Ep# | Título                             | Fecha de estreno en EE. UU. | Fecha de estreno en Latinoamérica |
| --- | ---------------------------------- | --------------------------- | --------------------------------- |
| 1 | «Escape a la preparatoria Sherman» | 17 de septiembre de 2010    | 16 de noviembre de 2010           |
| La princesa Ilana, Lance y el robot Octus escapan de su planeta natal, Galaluna, ya que ha sido invadido por el general Modula con ayuda de las bestias Mutraddi. Ahora, los tres deberán hacerse pasar por terrícolas e ir a la escuela. Ni Octus, que se hace pasar por un humano llamado Newton, ni Ilana logran encajar en ese ambiente. Cuando una bestia Mutraddi de fuego es enviada por ellos, Ilana intenta detenerla, pero no lo logra. Octus y Lance la ayudan y por accidente los tres se unen y forman al Titán Sim-Biónico, un robot que consigue derrotar a la bestia. |                                    |                             |                                   |
| 2 | «Vecinos disfrazados»              | 24 de septiembre de 2010    | 23 de noviembre de 2010           |
| Ilana, Lance y Octus compran una casa para vivir en la Tierra, pero Ilana dice que está muy vacía, por lo que quiere ir al centro comercial a comprar muebles. Lance ve a todos en la Tierra como enemigos, lo que ocasiona que se peleé con los guardias del centro comercial. Como Lance activa su armadura para enfrentarse a los guardias, el general Modula lo detecta y envía a un robot Mutraddi. Ilana, Lance y Octus forman a Titán para combatirlo, pero al no vencerlo Lance se mete dentro del robot y lo hace explotar. |                                    |                             |                                   |
| 3 | «Lógica de elefantes»              | 1 de octubre de 2010        | 30 de noviembre de 2010           |
| El general Steel saca del fondo del mar el meteorito en que viajó el primer Mutraddi y pretende crear un arma para destruir a Titán, pero accidentalmente crea un torbellino de energía que comienza a destruir la base. Mientras, Ilana y Lance no se ponen de acuerdo en nada, lo que dificulta el uso de Titán. Sin embargo, con ayuda de Octus solucionan sus conflictos y Titán elimina el torbellino. |                                    |                             |                                   |
| 4 | «El Ninja Fantasma»                | 8 de octubre de 2010        | 7 de diciembre de 2010            |
| A Lance no le gusta la vida que tiene en la Tierra, por lo que decide empezar a combatir a los criminales de la ciudad. Octus lo descubre y amenaza con contárselo a Ilana, pero Lance no puede evitar seguir. En una ocasión en la que se enfrenta a una pandilla muy fuerte, se ve obligado a activar su armadura, por lo que el general Modula envía a un Mutraddi para descubrir qué es lo que destruye a las criaturas que manda. Ilana, Lance y Octus forman a Titán para derrotar a la criatura, pero no lo logran y esta le lleva la información al general Modula. |                                    |                             |                                   |
| 5 | «El rugido del Dragón Blanco»      | 15 de octubre de 2010       | 5 de junio de 2011                |
| Luego de conocer al Dragon Blanco, el jefe de unos pandilleros que tiene un gran automóvil, Lance y Octus construyen un auto, pero Lance lo usa para competir en una carrera contra el Dragón Blanco, por lo que es llevado a prisión. Es liberado gracias a Ilana, aunque deberá conseguir una licencia para conducir, algo que el Dragón Blanco se encargará de que no lo logre. Mientras tanto, un Mutraddi llega a la Tierra. Finalmente Ilana, Lance y Octus forman a Titán y destruyen a la criatura y Lance consigue la licencia, tras haber demostrado grandes dotes como conductor mientras escapaba de la bestia Mutraddi buscando a Ilana y Octus. |                                    |                             |                                   |
| 6 | «El chamán»                        | 22 de octubre de 2010       | 12 de junio de 2011               |
| Ilana y Lance tienen visiones de sus seres queridos muriendo y no saben la razón. Octus descubre que se trata del hechizo de un chamán Mutraddi que ha llegado a la Tierra, así que el trío forma a Titán para combatirlo, pero este vuelve a hechizar a Ilana y a Lance, de manera que Titán no se puede mover. No obstante, con esfuerzo rompen el hechizo y lo vencen. |                                    |                             |                                   |
| 7 | «Confrontación en la preparatoria» | 29 de octubre de 2010       | 19 de junio de 2011               |
| Titán derrota a una criatura Mutraddi, pero los restos de esta sobreviven y forman cientos de versiones más pequeñas de la bestia original, los cuales atacan la preparatoria Sherman en busca de Ilana, Lance y Octus. Con Lance disfrazado de la mascota del colegio para no desvelar su identidad e Ilana recibiendo ayuda de porristas, consiguen la victoria. |                                    |                             |                                   |
| 8 | «Sombras de juventud»              | 5 de noviembre de 2010      | 26 de junio de 2011               |
| Este capítulo relata el pasado de Lance. Después de la muerte de su padre, el joven se anota en la academia militar, donde hay un compañero que lo acosa. Aun así, Lance lo supera y gana la medalla de honor en la escuela, lo que desata que el estudiante se enfade y lo ataque. El combate desencadena la activación de las armaduras de ambos y que destruyan el establecimiento. Como castigo, van a prisión, provocando que el rey se decepcione de Lance. |                                    |                             |                                   |
| 9 | «La fortaleza engañosa»            | 3 de diciembre de 2010      | 3 de julio de 2011                |
| Los agentes de G3 capturan a Ilana y Lance ya que saben que son Titán; depende de Octus salvarlos y encontrar la base de G3. A pesar de los interrogatorios a los que están sujetos, no revelan información y más adelante escapan. En el trayecto se topan con otro fugitivo, en quien Lance no confía y que resulta ser Solomon, el comandante de G3. Al final, Octus los intercepta y ayuda a sus amigos a escapar. |                                    |                             |                                   |
| 10 | «Tashy 497»                        | 12 de noviembre de 2010     | 3 de julio de 2011                |
| El general Modula va a una fábrica de bestias Mutraddi para encontrar una que destruya a Ilana. Allí, le dicen que la bestia más peligrosa es una adorable criatura que tiene una bomba en el interior, la cual explotará en cuanto la criatura muera y cuya explosión es capaz de destruir un planeta. Modula la manda en un misil a la Tierra, buscando que al estrellarse la criatura muera y por lo tanto explote, pero esta es rescatada por Titán. Ilana, Lance y Octus se la quedan como mascota, pero al poco tiempo Octus descubre que es una bomba muy sensible y deben evitar que explote. |                                    |                             |                                   |
| 11 | «Lecciones con amor»               | 27 de noviembre de 2010     | 13 de julio de 2011               |
| Kimmy, la líder de las porristas, convence a Octus de que la ayude a estudiar para un examen fundamental para ella. Por esa razón acude por la noche a la casa de los protagonistas, en tanto Lance e Ilana van a un concierto. Kimmy desarrolla sentimientos románticos por Octus con el correr de las horas y este, distraído por ello, ignora que un Mutraddi acaba de llegar al planeta. Esta bestia tiene la capacidad de bloquear las transmisiones, entre ellas los comunicadores de Ilana y Lance. No obstante, Octus logra sortear la situación y llega a tiempo para formar Titán con sus compañeros, además de que se vuelve novio de Kimmy cuando esta aprueba el examen. |                                    |                             |                                   |
| 12 | «El demonio interior»              | 9 de febrero de 2011        | 13 de julio de 2011               |
| Ilana, Lance y Octus van a un bosque donde recientemente ha aterrizado una nave Mutraddi. En ese lugar encuentran a la criatura, la cual tiene una increíble velocidad y muerde a Ilana. Luego de esto, la muchacha comienza a actuar muy extraño y paulatinamente se convierte en un Mutraddi, proceso que se echará a perder solo cuando Lance y Octus destruyan a la criatura original. |                                    |                             |                                   |
| 13 | «Los marginados»                   | 2 de marzo de 2011          | 17 de julio de 2011               |
| Lance está muy interesado en tocar la guitarra, por lo que se une a una banda llamada «Los marginados». Mientras tanto, el general Smanda envía a la preparatoria Sherman uno de sus agentes encubiertos, ya que sospecha de que la verdadera identidad de Titán es un estudiante de esa institución. Como Lance tiene un concierto, Ilana y Octus deberán encargarse de los restos de una bestia Mutraddi que habían vencido poco antes y evitar que Steel sospeche de que son Titán. |                                    |                             |                                   |
| 14 | «La balada del espíritu»           | 2 de febrero de 2011        | 17 de julio de 2011               |
| Kimmy invita a Octus a una fiesta conocida como la «Balada del espíritu», a la que también asisten Ilana y Lance. La noche les resulta divertida, pero pronto se percatan de que se les ha colado una criatura Mutraddi con la capacidad de cambiar de forma. De este modo, los tres deberán encontrar a la criatura sin levantar sospechas. |                                    |                             |                                   |
| 15 | «Soy Octus»                        | 16 de febrero de 2011       | 24 de julio de 2011               |
| Octus se molesta con Ilana y Lance porque no paran de recordarle que es un robot. De repente, todos los ciudadanos de París quedan paralizados. Octus decide ir a investigar y, para cuando regresa a casa, se topa con que allí también todo el mundo está inmovilizado, incluyendo Ilana y Lance. Octus descubre que el artífice de esto es un Mutraddi, que provoca el efecto enviando una frecuencia desde el cuello, y consigue bloquearla. Luego de que el plan funciona, forma Titán junto con Ilana y Lance y destruye a la criatura. |                                    |                             |                                   |
| 16 | «Escape de Galaluna»               | 9 de marzo de 2011          | 24 de julio de 2011               |
| En otro episodio sobre el pasado, Lance descubre que los Mutraddi invadirán Galaluna, pero nadie le cree. Además de eso, su general lo culpa de matar a unos soldados y es llevado a prisión, por lo que el rey se decepciona de él. En el momento en que la invasión comienza, todos en Galaluna se enfrentan con los Mutraddi, y Lance pelea con su comandante, el cual trabaja para los Mutraddi. Luego de que Lance vence a este, el rey le confía la misión de llevarse a Ilana fuera del planeta hasta que termine la guerra y envía con ellos al robot Octus. |                                    |                             |                                   |
| 17 | «Bajo las Tres Lunas»              | 16 de marzo de 2011         | 31 de julio de 2011               |
| Ilana estará en el comité que organizara el baile de exalumnos y lo hará basado en la cosecha que se hace en Galaluna. Todos están muy entusiasmados y Lance deberá buscar pareja, mientras que en Galaluna un extraño extraterrestre le apuesta la vida al general Modula diciéndole que su bestia podrá matar a Ilana. Luego de que Ilana, Lance y Octus terminan los preparativos para el baile, Octus le promete a Kimmy que no se irá, pero cuando se dirigen al baile, llega la criatura. Ilana, Lance y Octus forman a Titán para combatirla y luego de una dura lucha la vencen, pero como consecuencia llegan tarde al baile y Kimmy termina con Octus. |                                    |                             |                                   |
| 18 | «Crisis familiar»                  | 26 de marzo de 2011         | 31 de julio de 2011               |
| Ilana y Lance celebran el cumpleaños de Octus cuando, de repente, este último recibe un mensaje de Solomon pidiendo ayuda. Ilana, Lance y Octus forman a Titán y van a una estación espacial, donde se encuentran con una criatura eléctrica muy poderosa. Cuando hallan a Solomon, este les explica que la criatura absorbe energía y si absorbiera a Octus lo perderían para siempre. En efecto, eso le acaba sucediendo, al principio solo en una pierna. Mientras Ilana lo cuida, Lance y Solomon enfrentan a la criatura. En el momento en que llega una nave de G3 a rescatarlos, la criatura atrapa a Lance, a lo que Octus decide rescatarlo y en el intento la criatura le absorbe toda la energía. En un ataque de furia, Lance toma el control de la nave de G3 y destruye la estación.         |                                    |                             |                                   |
| 19 | «El enemigo Steel»                 | 2 de abril de 2011          | 13 de septiembre de 2011          |
| Ilana y Lance llevan tres semanas viajando en un intento de buscar una forma de reiniciar a Octus, en tanto una criatura Mutraddi destruye Sherman en la ausencia de Titán. Entonces, llega el general Steel con su nuevo robot, «El Martillo», que está hecho con los restos del misil en el cual venía Tashy 497. El Martillo vence fácilmente a la criatura, por lo que Ilana y Lance, quienes lo vieron por televisión, se escabullen a la base de Steel con el fin de utilizar el núcleo del robot para reiniciar a Octus. Sin embargo, son descubiertos fácilmente. Cuando El Martillo los ataca, son salvados por Solomon, por lo que Steel decide que atacará G3. |                                    |                             |                                   |
| 20 | «Un nuevo comienzo»                | 9 de abril de 2011          | 20 de septiembre de 2011          |
| Ilana y Lance le entregan los restos de Octus a G3 para que intenten repararlo, mientras la batalla entre los militares y G3 comienza y deja muchos heridos. En medio del combate arriban tres bestias Mutraddi que atacan tres lugares distintos. Ilana y Lance se hacen cargo de una, El Martillo de la otra y G3 de la última, pero las criaturas son muy fuertes y todos caen, incluso El Martillo, que es destruido. Justo entonces un misterioso sujeto del G3 reinicia a Octus, pues al parecer conoce la tecnología Galaluniana. Es así como Ilana, Lance y Octus forman a Titán y destruyen a las criaturas. Poco después, Octus le envía un mensaje de texto a Kimmy de que pronto estará en casa, lo que la hace llorar de emoción, mientras el trío protagonista vuelve a su hogar en Sherman. |                                    |                             |                                   |

## Producción y cancelación
Tartakovsky se inspiró en muchas fuentes. Él creció con la serie de anime de mechas de los años 1970 y 1980 como Speed Racer, Robotech y Voltron y dice: «Por alguna razón, siempre me ha gustado la idea de los niños de conducir los robots gigantes, cuando viajé a Turquía vi muchos robots y ahí me inspire». Su mayor influencia fueron películas de John Hughes como Dieciséis velas y El club del desayuno, pero la relación entre los dos conductores adolescentes también se inspiró en El castillo en el cielo de Hayao Miyazaki.
Se le ocurrió Octus y la configuración de la escuela secundaria y luego más tarde junto con los co-creadores Pablo Rudish y Bryan Andrews agregó Ilana y Lance como protagonistas. Los creadores de la serie tuvo mucho tiempo para desarrollar el liderazgo femenino, la Princesa Ilana. «Un resultado positivo personaje femenino fuerte es algo que siempre he querido crear», dijo Tartakovsky.
Tartakovsky llamó a Sym-Bionic Titan «el proyecto más ambicioso que he hecho».
El 29 de marzo de 2011, se informó que Sym-Bionic Titan ha sido cancelado por no poder adquirir una licencia de juguetes.
El 22 de septiembre de 2014, se reveló en el Tumblr de Adult Swim que Beware the Batman y Sym-Bionic Titan fueron cancelados.
En una entrevista de 2018, Tartakovsky reveló que él y su equipo habían escrito 10 episodios más antes de que se cancelara la serie.

## Nominaciones
Sym-Bionic Titan recibió dos nominaciones a los premios Annie 38.ª en 2011 para Stephen DeStefano a Mejor diseño de personajes en una producción de televisión y Scott Wills al Mejor Diseño de Producción en una producción animada de televisión.